# Калвин Филипс
Калвин Марк Филипс (енгл. Kalvin Mark Phillips; Лидс, 2. децембар 1995) професионални је енглески фудбалер који тренутно игра у енглеској Премијер лиги за Ипсвич Таун као позајмљени играч Манчестер ситија и за репрезентацију Енглеске на средини терена.

## Највећи успеси

### Лидс јунајтед
- Чемпионшип (1) : 2019/20.

### Манчестер сити
- Премијер лига (1) : 2022/23.
- ФА куп (1) : 2022/23.
- ФА Комјунити шилд (1) : 2024.
- Лига шампиона (1) : 2022/23.
- УЕФА суперкуп (1) : 2023.
- Светско клупско првенство (1) : 2023.

### Репрезентација Енглеске
- Европско првенство : финале 2020.